# 長穗羊耳蒜
長穗羊耳蒜（學名：Liparis elongata），屬於地生蘭，是台灣羊耳蒜屬中數量極為稀少的品種，為台灣特有種，分佈於花蓮、臺東中海拔林下山區，極為稀有，花期約5至7月。
其种加词“elongata”意为“长的”。

## 形態
屬於地生蘭，假球莖長1.8-3公分。葉寬4-6公分，邊緣為波浪狀。花多為淡紫色，蕊柱長5-6公厘，唇瓣長10-12公厘，寬7-10公厘。喜愛冷涼之潮濕環境，地表有豐富的苔蘚植物。